# Lliga de Campions de la UEFA 1995-96

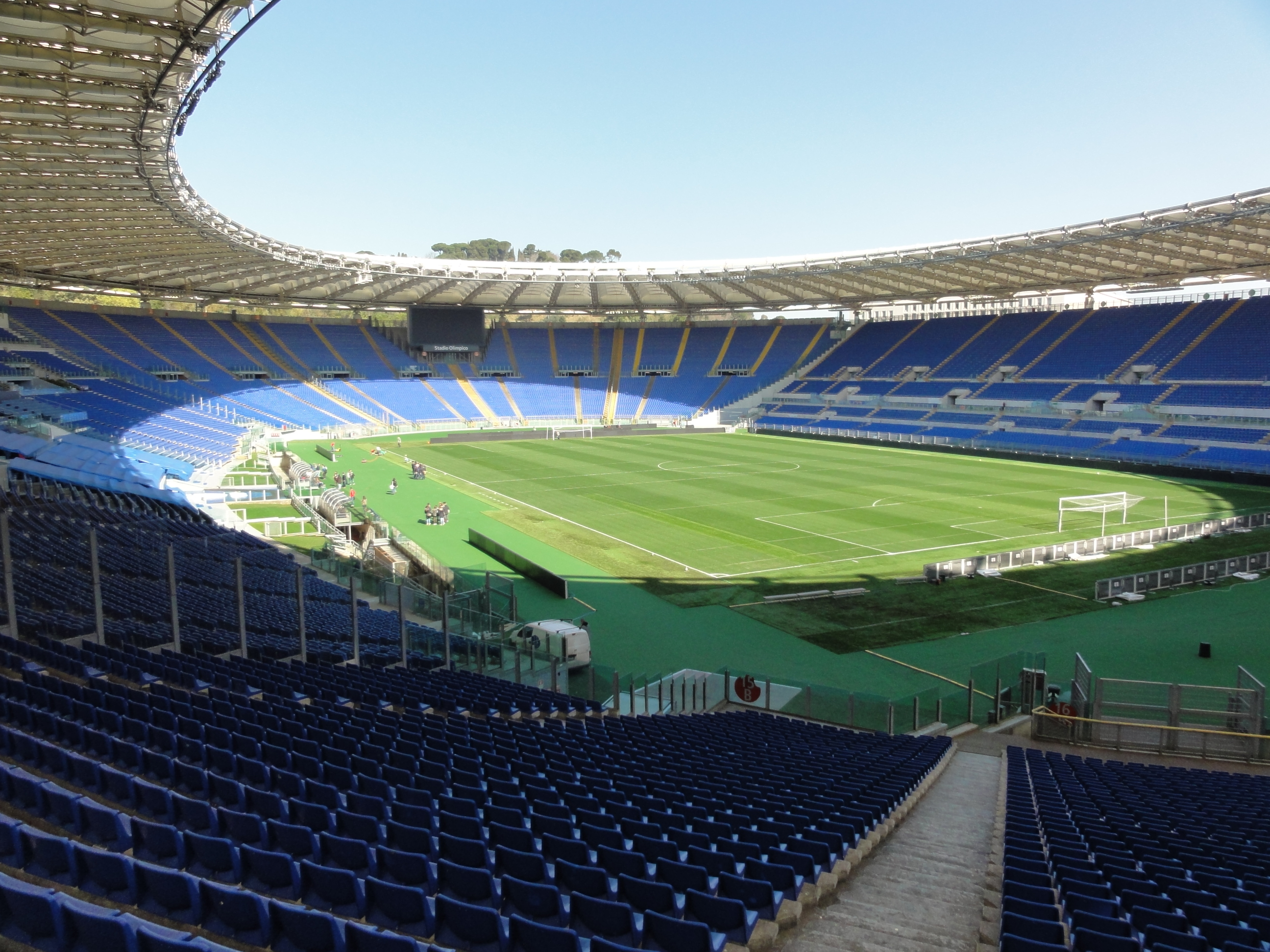
Imatge de l'estadi Olímpic de Roma, seu de la final de la competició.

La Lliga de Campions de la UEFA 1995–96 fou la 41a edició de la Copa d'Europa, la màxima competició per a clubs de futbol del continent i la 4a sota el nom de Lliga de Campions.
La competició fou guanyada per la Juventus FC derrotant l'AFC Ajax als penals. L'equip neerlandès va acabar perdent el títol tot i no haver perdut cap partit en tota la competició. Fou el primer torneig en què s'atorgaren tres punts per victòria en comptes de dos.

## Ronda de classificació
El FC Dinamo de Kíev guanyà la seva eliminatòria enfront l'Aalborg BK, però fou desqualificat per un escàndol de compra de l'àrbitre del primer partit de grup enfront del Panathinaikos FC. Fou expulsat de la competició i substituït per l'Aalborg BK, repetint-se el primer partit del grup.
| Equip 1           | Global | Equip 2              | Anada | Tornada |
| ----------------- | ------ | -------------------- | ----- | ------- |
| Casino Salzburg   | 0–1    | Steaua Bucureşti     | 0–0   | 0–1     |
| Grasshopper       | 2–1    | Maccabi Tel Aviv FC  | 1–1   | 1–0     |
| Rangers FC        | 1–0    | Anorthosis Famagusta | 1–0   | 0–0     |
| Legia Varsòvia    | 3–1    | IFK Göteborg         | 1–0   | 2–1     |
| FC Dinamo de Kíev | 4–1    | Aalborg BK           | 1–0   | 3–1     |
| Rosenborg BK      | 4–3    | Beşiktaş JK          | 3–0   | 1–3     |
| RSC Anderlecht    | 1–2    | Ferencvárosi TC      | 0–1   | 1–1     |
| Panathinaikos FC  | (c)1–1 | Hajduk Split         | 0–0   | 1–1     |

## Fase de grups

### Grup A
| Equip            | PJ | PG | PE | PP | GF | GC | DG | Pts |
| ---------------- | -- | -- | -- | -- | -- | -- | -- | --- |
| Panathinaikos FC | 6  | 3  | 2  | 1  | 7  | 3  | +4 | 11  |
| FC Nantes        | 6  | 2  | 3  | 1  | 8  | 6  | +2 | 9   |
| FC Porto         | 6  | 1  | 4  | 1  | 6  | 5  | +1 | 7   |
| Aalborg BK       | 6  | 1  | 1  | 4  | 5  | 12 | −7 | 4   |

| Primer partit |     |               |
| Nantes        | 0–0 | Porto         |
| Aalborg BK    | 2–1 | Panathinaikos |
| Segon partit  |     |               |
| Panathinaikos | 3–1 | Nantes        |
| Porto         | 2–0 | Aalborg BK    |
| Tercer partit |     |               |
| Porto         | 0–1 | Panathinaikos |
| Nantes        | 3–1 | Aalborg BK    |
| Quart partit  |     |               |
| Panathinaikos | 0–0 | Porto         |
| Aalborg BK    | 0–2 | Nantes        |
| Cinquè partit |     |               |
| Porto         | 2–2 | Nantes        |
| Panathinaikos | 2–0 | Aalborg       |
| Sisè partit   |     |               |
| Nantes        | 0–0 | Panathinaikos |
| Aalborg BK    | 2–2 | Porto         |

### Grup B
| Equip               | PJ | PG | PE | PP | GF | GC | DG  | Pts |
| ------------------- | -- | -- | -- | -- | -- | -- | --- | --- |
| Spartak Moscou      | 6  | 6  | 0  | 0  | 15 | 4  | +11 | 18  |
| Legia Varsòvia      | 6  | 2  | 1  | 3  | 5  | 8  | −3  | 7   |
| Rosenborg BK        | 6  | 2  | 0  | 4  | 11 | 16 | −5  | 6   |
| Blackburn Rovers FC | 6  | 1  | 1  | 4  | 5  | 8  | −3  | 4   |

| Primer partit    |     |                  |
| Legia Varsòvia   | 3–1 | Rosenborg        |
| Blackburn Rovers | 0–1 | Spartak Moscou   |
| Segon partit     |     |                  |
| Spartak Moscou   | 2–1 | Legia Varsòvia   |
| Rosenborg        | 2–1 | Blackburn Rovers |
| Tercer partit    |     |                  |
| Legia Varsòvia   | 1–0 | Blackburn Rovers |
| Rosenborg        | 2–4 | Spartak Moscou   |
| Quart partit     |     |                  |
| Blackburn Rovers | 0–0 | Legia Varsòvia   |
| Spartak Moscou   | 4–1 | Rosenborg        |
| Cinquè partit    |     |                  |
| Rosenborg        | 4–0 | Legia Varsòvia   |
| Spartak Moscou   | 3–0 | Blackburn Rovers |
| Sisè partit      |     |                  |
| Legia Varsòvia   | 0–1 | Spartak Moscou   |
| Blackburn Rovers | 4–1 | Rosenborg        |

### Grup C
| Equip             | PJ | PG | PE | PP | GF | GC | DG  | Pts |
| ----------------- | -- | -- | -- | -- | -- | -- | --- | --- |
| Juventus FC       | 6  | 4  | 1  | 1  | 15 | 4  | +11 | 13  |
| Borussia Dortmund | 6  | 2  | 3  | 1  | 8  | 8  | 0   | 9   |
| Steaua Bucureşti  | 6  | 1  | 3  | 2  | 2  | 5  | −3  | 6   |
| Rangers FC        | 6  | 0  | 3  | 3  | 6  | 14 | −8  | 3   |

| Primer partit     |     |                   |
| Steaua Bucureşti  | 1–0 | Rangers           |
| Borussia Dortmund | 1–3 | Juventus          |
| Segon partit      |     |                   |
| Juventus          | 3–0 | Steaua Bucureşti  |
| Rangers           | 2–2 | Borussia Dortmund |
| Tercer partit     |     |                   |
| Borussia Dortmund | 1–0 | Steaua Bucureşti  |
| Juventus          | 4–1 | Rangers           |
| Quart partit      |     |                   |
| Steaua Bucureşti  | 0–0 | Borussia Dortmund |
| Rangers           | 0–4 | Juventus          |
| Cinquè partit     |     |                   |
| Rangers           | 1–1 | Steaua Bucureşti  |
| Juventus          | 1–2 | Borussia Dortmund |
| Sisè partit       |     |                   |
| Steaua Bucureşti  | 0–0 | Juventus          |
| Borussia Dortmund | 2–2 | Rangers           |

### Grup D
| Equip           | PJ | PG | PE | PP | GF | GC | DG  | Pts |
| --------------- | -- | -- | -- | -- | -- | -- | --- | --- |
| AFC Ajax        | 6  | 5  | 1  | 0  | 15 | 1  | +14 | 16  |
| Reial Madrid    | 6  | 3  | 1  | 2  | 11 | 5  | +6  | 10  |
| Ferencvárosi TC | 6  | 1  | 2  | 3  | 9  | 19 | −10 | 5   |
| Grasshopper     | 6  | 0  | 2  | 4  | 3  | 13 | −10 | 2   |

| Primer partit |     |             |
| Ajax          | 1–0 | Real Madrid |
| Grasshopper   | 0–3 | Ferencváros |
| Segon partit  |     |             |
| Ferencváros   | 1–5 | Ajax        |
| Real Madrid   | 2–0 | Grasshopper |
| Tercer partit |     |             |
| Ajax          | 3–0 | Grasshopper |
| Real Madrid   | 6–1 | Ferencváros |
| Quart partit  |     |             |
| Grasshopper   | 0–0 | Ajax        |
| Ferencváros   | 1–1 | Real Madrid |
| Cinquè partit |     |             |
| Real Madrid   | 0–2 | Ajax        |
| Ferencváros   | 3–3 | Grasshopper |
| Sisè partit   |     |             |
| Ajax          | 4–0 | Ferencváros |
| Grasshopper   | 0–2 | Real Madrid |

## Quarts de final
| Equip 1           | Global | Equip 2          | Anada | Tornada |
| ----------------- | ------ | ---------------- | ----- | ------- |
| Reial Madrid      | 1–2    | Juventus FC      | 1–0   | 0–2     |
| FC Nantes         | 4–2    | Spartak Moscou   | 2–0   | 2–2     |
| Borussia Dortmund | 0–3    | AFC Ajax         | 0–2   | 0–1     |
| Legia Varsòvia    | 0–3    | Panathinaikos FC | 0–0   | 0–3     |

## Semifinals
| Equip 1     | Global | Equip 2          | Anada | Tornada |
| ----------- | ------ | ---------------- | ----- | ------- |
| Juventus FC | 4–3    | FC Nantes        | 2–0   | 2–3     |
| AFC Ajax    | 3–1    | Panathinaikos FC | 0–1   | 3–0     |

## Final
| Juventus FC   | 1 – 1 (pr) | AFC Ajax     |
| ------------- | ---------- | ------------ |
| Ravanelli 12' |            | Litmanen 41' |

|                                                                        |       | Penals                                                        |  |
| Ciro Ferrara · Gianluca Pessotto · Michele Padovano · Vladimir Jugović | 4 – 2 | Edgar Davids · Jari Litmanen · Arnold Scholten · Sonny Silooy |  |

| Guanyador de la Lliga de Campions 1995-96 |
| ----------------------------------------- |
| Juventus F.C. Segon títol                 |